# Кетцербахталь
Кетцербахталь (нім. Ketzerbachtal) — громада в Німеччині, у землі Саксонія. Підпорядковується земельній дирекції Дрезден. Входить до складу району Мейсен. Підпорядковується управлінню Кетцербахталь. 
Населення - 2 686 осіб (на 31 грудня 2010). Площа - 45,38 км². 
Офіційний код — 14 2 80 160. 

## Адміністративний поділ
Громада поділяється на 27 сільських округів. 